# Mistrzostwa Europy w Lekkoatletyce 1974 – bieg na 100 m mężczyzn

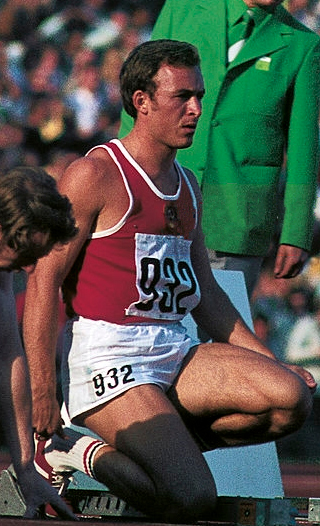
Wałerij Borzow

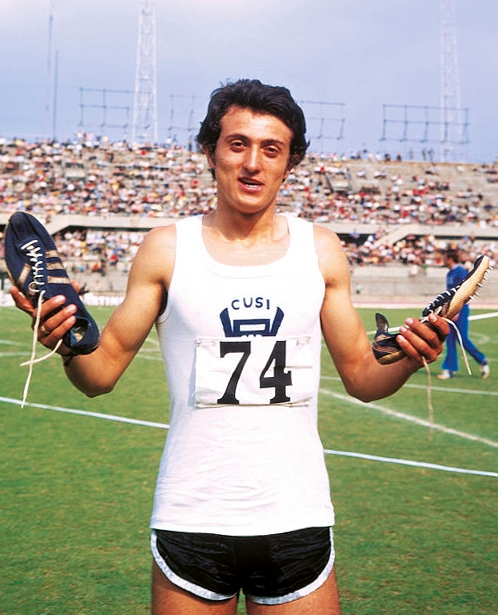
Pietro Mennea

Bieg na dystansie 100 metrów mężczyzn był jedną z konkurencji rozgrywanych podczas XI Mistrzostw Europy w Rzymie. Biegi eliminacyjne zostały rozegrane 2 września, a biegi półfinałowe i bieg finałowy 3 września 1974 roku. Zwycięzcą tej konkurencji został reprezentant Związku Radzieckiego, obrońca tytułu z mistrzostw w 1969 i 1971 Wałerij Borzow. W rywalizacji wzięło udział dwudziestu ośmiu zawodników z czternastu reprezentacji.

## Rekordy
| Rekord świata     | Jim Hines (USA)      | 9,9   | Meksyk, Meksyk      | 14.10.1968 |
| Rekord Europy     | Armin Hary (FRG)     | 10,0  | Zurych, Szwajcaria  | 21.06.1960 |
| Rekord mistrzostw | Wałerij Borzow (SUN) | 10,27 | Helsinki, Finlandia | 11.08.1971 |

## Wyniki

### Eliminacje
Rozegrano cztery biegi eliminacyjne. Do półfinałów awansowało po trzech najlepszych zawodników każdego biegu eliminacyjnego (Q), a także czterech spośród pozostałych z najlepszymi czasami (q).
Bieg 1
| Miejsce | Zawodnik            | Czas  | Uwagi |
| ------- | ------------------- | ----- | ----- |
| 1       | Wałerij Borzow      | 10,45 | Q     |
| 2       | Dominique Chauvelot | 10,56 | Q     |
| 3       | Zenon Nowosz        | 10,64 | Q     |
| 4       | Michael Droese      | 10,65 | q     |
| 5       | Lambert Micha       | 10,67 | q     |
| 6       | Juraj Demeč         | 10,80 |       |
| 7       | Lasse Malin         | 10,85 |       |

Bieg 2
| Miejsce | Zawodnik             | Czas  | Uwagi |
| ------- | -------------------- | ----- | ----- |
| 1       | Pietro Mennea        | 10,46 | Q     |
| 2       | Klaus Ehl            | 10,54 | Q     |
| 3       | Aleksandr Kornieluk  | 10,63 | Q     |
| 4       | Andrzej Świerczyński | 10,73 |       |
| 5       | Hans-Joachim Zenk    | 10,82 |       |
| 6       | Endre Lépold         | 10,97 |       |

Bieg 3
| Miejsce | Zawodnik            | Czas  | Uwagi |
| ------- | ------------------- | ----- | ----- |
| 1       | Christer Garpenborg | 10,53 | Q     |
| 2       | Klaus-Dieter Bieler | 10,54 | Q     |
| 3       | Raimo Vilén         | 10,57 | Q     |
| 4       | Juris Silovs        | 10,62 | q     |
| 5       | Javier Martínez     | 10,82 |       |
| 6       | Don Halliday        | 10,86 |       |
| 7       | László Korona       | 10,97 |       |

Bieg 4
| Miejsce | Zawodnik                | Czas  | Uwagi |
| ------- | ----------------------- | ----- | ----- |
| 1       | Antti Rajamäki          | 10,58 | Q     |
| 2       | Wasilis Papajeorgopulos | 10,59 | Q     |
| 3       | Manfred Ommer           | 10,59 | Q     |
| 4       | Siegfried Schenke       | 10,70 | q     |
| 5       | Lajos Gresa             | 10,74 |       |
| 6       | Marian Woronin          | 10,77 |       |
| 7       | Rolf Trulsson           | 10,78 |       |
| 8       | Luděk Bohman            | 10,92 |       |

### Półfinały
Rozegrano dwa półfinały. Do finału awansowało po czterech najlepszych zawodników każdego biegu półfinałowego (Q).
Półfinał 1
| Miejsce | Zawodnik            | Czas  | Uwagi |
| ------- | ------------------- | ----- | ----- |
| 1       | Wałerij Borzow      | 10,39 | Q     |
| 2       | Manfred Ommer       | 10,42 | Q     |
| 3       | Christer Garpenborg | 10,42 | Q     |
| 4       | Aleksandr Kornieluk | 10,45 | Q     |
| 5       | Klaus Ehl           | 10,49 |       |
| 6       | Raimo Vilén         | 10,52 |       |
| 7       | Lambert Micha       | 10,55 |       |
| 8       | Michael Droese      | 10,59 |       |

Półfinał 2
| Miejsce | Zawodnik                | Czas  | Uwagi |
| ------- | ----------------------- | ----- | ----- |
| 1       | Dominique Chauvelot     | 10,28 | Q     |
| 2       | Pietro Mennea           | 10,29 | Q     |
| 3       | Juris Silovs            | 10,36 | Q     |
| 4       | Klaus-Dieter Bieler     | 10,44 | Q     |
| 5       | Wasilis Papajeorgopulos | 10,44 |       |
| 6       | Antti Rajamäki          | 10,46 |       |
| 7       | Zenon Nowosz            | 10,61 |       |
| 8       | Siegfried Schenke       | 10,69 |       |

### Finał
| Miejsce | Zawodnik            | Czas  |
| ------- | ------------------- | ----- |
| 1       | Wałerij Borzow      | 10,27 |
| 2       | Pietro Mennea       | 10,34 |
| 3       | Klaus-Dieter Bieler | 10,35 |
| 4       | Juris Silovs        | 10,35 |
| 5       | Dominique Chauvelot | 10,35 |
| 6       | Manfred Ommer       | 10,36 |
| 7       | Christer Garpenborg | 10,37 |
| 8       | Aleksandr Kornieluk | 10,43 |